# Pola Sieverding
Pola Sieverding (* 1981) ist eine deutsche Künstlerin, die mit den Medien Fotografie, Film und Video arbeitet.

## Ausbildung
Sieverding schloss ihr Studium 2007 an der Universität der Künste Berlin mit dem Meisterschüler ab. Sie studierte bei Stan Douglas, Ellen Cantor, Dieter Appelt, Sabeth Buchmann und Katja Diefenbach. 2002 studierte sie an der Carnegie Mellon University in Pittsburgh, Pennsylvania und 2005 an der Moskauer Hochschule für Malerei, Bildhauerei und Architektur in Moskau.
Sie lebt und arbeitet in Berlin.

## Werk
Pola Sieverdings Arbeiten hinterfragen traditionelle Konzepte von Geschlecht, Kultur und Normalität, in dem sie sich sowohl mit spezifischen sozialen Orten als auch mit den in ihnen lebenden Menschen beschäftigt. Sieverdings Arbeiten analysieren primär die Beziehung von Individuen zu ihren Körpern, die von Frauen in traditioneller islamischer Kleidung bis zu Drag Queens und von Performance-Künstlern bis zur Berliner Clubszene reichen.
In den letzten Jahren hat die Künstlerin ihre Arbeit um Aufnahmen ebenso charakteristischer Architektur erweitert, die als Porträts spezifischer sozialer Räume zu verstehen sind.
Ihr Werk durchzieht ein besonderes Gespür für Materialität: seien es die Beton- oder Glasoberflächen in ihren Filmen wie Close to Concrete I und II, die Haare in To The Crowned And Conquering Child oder die unterschiedlichen Textilien in der Fotoserie Text I-VI.
In Kooperation mit Orson Sieverding entwickelt die Künstlerin elektronische sound tracks für ihre Videos, die die Klänge der Stadt auf die Körper ihrer Protagonisten projizieren und in urbane Echos verwandeln.

## Stipendien
Sieverding erhielt bereits zweimal ein Stipendium des Berliner Senats, 2008 das NaFöG Stipendium und 2014 das Arbeitsstipendium. 2011 wurde Sieverding als Artist in residence in die Meet Factory in Prag, ins Maumaus in Lissabon sowie als Gastdozentin an die International Art Academy in Ramallah, Palästina, wo sie ein Stipendium der Anna Lindh Foundation erhielt, eingeladen.

## Werke (Auswahl)
- 2016: The Epic, HD Video, Ton, 24'
- 2016: ARENA Mural, Latexdruck auf Vlies, 340 × 1030 cm
- 2015: ARENA, Neonröhren, Plexiglas, Transformator, 35 × 145 × 10 cm
- 2014: TORSO #1-#7, Pigmentdruck auf Papier, je 220 × 112 cm
- 2014: ARENA #1-#12, Pigmentdruck auf Papier, je 112 × 168 cm
- 2014: Close to Concrete II, 2014, HD Video, Ton, 15′20″
- 2013: The Embrace, Super-8-Film auf HD übertragen, Ton, 3′42″
- 2012: Cross Metropolis Machine, HD Video, Ton, 14′
- 2011: Close to Concrete I, 2011, HD Video, Ton, 15′20″
- 2010: Make Up, Video auf DVD übertragen, 31′28″
- 2010: Face To Face, Super-8-Film übertragen auf DVD, 2-Kanal-Videoinstallation, Größe variabel, 10′34″ Loop
- 2009: Nocturne Arabesque, Video auf DVD übertragen, Ton, 3′45″ Loop
- 2009: Cadavre Exquis III-VIII, Pigmentdruck auf Papier, je 230 × 112 cm
- 2008: Cadavre Exquis I-II, Pigmentdruck auf Papier, je 230 × 112 cm
- 2007: To The Crowned And Conquering Child, Videoinstallation, Video auf DVD, Sound übertragen, 6′33″ Loop
- 2004: Girls With Guns, 4-Kanal-Videoinstallation, Größe variabel, Loop
- 2002: I like revolutions, Video auf DVD übertragen, Ton, 3′45″

## Einzelausstellungen (Auswahl)
- 2018/2019: „Bodies that matter“, knustxkunz+, München[13]
- 2018: „Gustav Peichl – 15 Bauten zum 90sten“, MAK – Österreichisches Museum für angewandte Kunst / Gegenwartskunst, Wien[14]
- 2016: „THE EPIC“, NAK Neuer Aachener Kunstverein, Aachen[15]
- 2015: „ARENA“, Anna Jill Lüpertz Gallery, Berlin[16]
- 2014: “GRANDS ENSEMBLES”, BOX21 Freiraum für Kultur, Berlin[17]
- 2012: “CROSS METROPOLIS MACHINE/CLOSE TO CONCRETE”, BRAENNEN, Berlin[18]
- 2012 “CROSS METROPOLIS MACHINE”, Galerie Kostka, Prag[19]
- 2011: “CLOSE TO CONCRETE”, Lumiar Cité, Lissabon[20]
- 2010: “Never mind about the six feet, let’s talk about the seven inches”, Galerie Lena Brüning, Berlin[21]
- 2010: “RHIZOMA”, TÄT, Berlin[22]
- 2009/2010: “Figures of Affect” Friederike Hamann und Pola Sieverding, Galerie Campagne Première, Berlin[23]
- 2009: “Cadavre Exquis”, Galerie Lena Brüning, Berlin[24]

## Gruppenausstellungen (Auswahl)
- 2016: „Von den Strömen der Stadt“, Museum Abteiberg, Mönchengladbach[25]
- 2016: „The Self. Perception - Profession - Portrait“, Dubai Photo Exhibition, Dubai kuratiert von Frank Wagner und Zelda Cheatle[26]
- 2014: “LOVE AIDS RIOT SEX 2”, Neue Gesellschaft für Bildende Kunst, Berlin[27]
- 2014: “BLENDED GENERATIONS” mit u. a. Georg Herold, Harald Klingelhöller, Tal R, Chris Reinecke, Mareike Foecking, Katharina Sieverding, Pola Sieverding, Pia Stadtbäumer, Max Frisinger, Natalia Stachon, 701 e. V., Kö-Bogen, Düsseldorf kuratiert von Gregor Jansen und Pia Witzmann,[28]
- 2014: “The Undulation of Something Faintly Familiar”, Anat Ebgi Gallery, Los Angeles[29]
- 2013: “BERLIN.STATUS [2]”, Künstlerhaus Bethanien, Berlin[10]
- 2013: „Hélio Oiticica. Das große Labyrinth – Penetrável PN 14“, Palmengarten des Museum für Moderne Kunst, Frankfurt[30]
- 2013: “040 Festival für Fotografie in der Gegenwartskunst – Destroyed Images”, Frappant, Hamburg[31]
- 2012: “Hyperrealz”, Bruno Glint, London[32]
- 2011: “Hot Spot Berlin”, Georg Kolbe Museum, Berlin[33]
- 2011: “Alive She Cried” kuratiert von Reynold Reynolds, Galerie Zink, Berlin[34]
- 2010: “Künstler der Galerie III”, Galerie Lena Brüning, Berlin[35]
- 2010: “Six Days of New Media”, Linienstraße 127, Berlin[36]
- 2010: “No more daughters and heroes”, Aram Art Gallery, Goyang Cultural Foundation, Seoul[6]
- 2009: “Künstler der Galerie II”, in der Galerie Lena Brüning, Berlin[37]
- 2007: “Hardcore Glamour”, Kunstraum Kreuzberg/Bethanien, Berlin[38]

## Kooperationen und Auftritte (Auswahl)
- 2014: Kunsthalle Bühne: Das Fest! VERSION featuring ORSON&POLA. Orson Sieverding mit Pola Sieverding im Kunstverein, Düsseldorf[39]
- 2012: Natascha Sadr Haghighian Zusammenarbeit mit Pola Sieverding auf der dOCUMENTA (13), Kassel[40]

## Publikationen
- 2018: THE EPIC, Hrsg. NAK Neuer Aachener Kunstverein, Verlag Hatje Cantz[41]
- 2016: Berlin Raum Radar. Hrsg. Nadine Barth, Verlag Hatje Cantz[42]
- 2016: Dubai Photo Exhibition. Hrsg. Zelda Cheatle
- 2015: trail. Hrsg. Natascha Sadr Haghighian, Pola Sieverding, Jasper Kettner; Schriftenreihe des documenta Archivs. Verlag Spector Books, Leipzig[43]
- 2015: History is a Warm Gun. Hrsg. Britta Schmitz, n.b.k. Berlin, Verlag Walter König[44]
- 2015: ARENA. Ausstellungskatalog Anna Jill Lüpertz Gallery, Berlin
- 2014: BLENDED GENERATIONS. hrsg. 701 e. V., Gregor Jansen und Pia Witzmann
- 2014: LOVE AIDS RIOT SEX. hrsg. von Frank Wagner, nGbK, Berlin
- 2013: Artists for Revival – Rehberger, Morris, Brandenburg, Sieverding, Bonvicini, Yalcindag, Schulze, Sweeny, Zipp, Nickolson. hrsg. von Schiesser
- 2013: Berlin.Status(2) – 50 Positionen junger Künstler und Künstlerinnen aus Berlin. hrsg. von Sven Drühl und Christoph Tannert, Künstlerhaus Bethanien
- 2012: Natascha Sadr Haghighian mit Pola Sieverding, dOCUMENTA (13)
- 2010: Never Mind About The Six Feet. Let’s Talk About The Seven Inches. Ausstellungskatalog Galeria Lena Brüning, Berlin
- 2010: TEXT Revue. hrsg. von Andreas van Dühren, Berlin
- 2009: WOUND: Creative Culture Close Up. Pola Sieverding: Now Objectivity von Ken Pratt, London, UK, Fall Issue
- 2008: Spex, Nr. 312. White Cube Ambition-Junge Berliner Künstler; Liebling Nr. 05, Sonderheft
- 2004: Klinik unter Palmen-Statements aus der Kunstakademie. In: Texte zur Kunst „Erziehung“ Issue 53